# Johannes Stobaios
Johannes Stobaios (altgriechisch Ἰωάννης Στοβαῖος oder Στοβεύς, lateinisch Stobaeus) war ein Autor und Sammler antiker philosophischer Aufzeichnungen und Lehrmeinungen. Er lebte im frühen 5. Jahrhundert n. Chr.

## Leben
Über sein Leben gibt es keine Überlieferung. Sein Name deutet darauf hin, dass er in Stoboi in Makedonien geboren wurde. Es wird angenommen, dass er kurze Zeit nach Hierokles von Alexandria lebte, da er diesen zitiert, aber keine späteren Autoren. Da er keinerlei christliche Autoren zitiert, wird vermutet, dass Stobaios Heide war, sein Vorname deutet aber auf christliche Abstammung hin.

## Werk
Die von Stobaios zusammengestellte Sammlung von Exzerpten griechischer Texte war als Lehrwerk für seinen Sohn Septimius bestimmt, wie aus dem (in der Bibliotheca des Patriarchen Photios I. überlieferten) einleitenden Brief hervorgeht. Vom eigentlichen Vorwort ist nur der letzte Teil erhalten. Dabei beschäftigen sich Buch I und (in Teilen) Buch II mit den Grundlagen der Physik und der Rest der Sammlung mit der Ethik. Von den 4 Büchern der Sammlung sind das zweite nur fragmentarisch und das dritte und vierte Buch nur in stark veränderter Form überliefert.
Insgesamt zitiert Stobaios über 500 griechische Autoren. Viele der wichtigsten Fragmente von den griechischen Dramatikern (insbesondere von Euripides) sind nur in dieser Sammlung überliefert.
Die Bücher 3 und 4 (Florilegium) wurden erstmals 1535 in Venedig gedruckt, die Bücher 1 und 2 (Eclogae) 1575 in Antwerpen mit einer lateinischen Übersetzung. Eine deutsche Übersetzung der Bücher 3 und 4 erschien 1551 in Basel.

## Ausgaben
- Kurt Wachsmuth (Hrsg.): Ioannis Stobaei anthologii libri duo priores, qui inscribi solent eclogae physicae et ethicae. 2 Bände, Weidmann, Berlin 1884, Nachdruck: Weidmann, Berlin 1958 Digitalisat
- Otto Hense (Hrsg.): Ioannis Stobaei anthologii libri duo posteriores. 3 Bände, Weidmann, Berlin 1894–1912, Nachdruck: Weidmann, Berlin 1958 Bd. 1 Bd. 2 Bd. 3
- Thomas Gaisford (Hrsg.): Iōannu Stobaiu Anthologion. 4 Bde. Clarendon, Oxford 1822–1824 Bd. 1 Bd. 2, Bd. 3 Bd. 4

## Lexikon
- Gretchen Reydams-Schils (Hrsg.): Stobaeus Lexicon (2 Bände). Biblia, Mailand 2013 (mit elektronischer Datenbank).